# Gare de Santos
La gare de Santos (en portugais Estação Santos dite aussi Estação Valongo), est la gare d'origine de la ligne Santos-Jundiaí, mise en service en 1867 par la São Paulo Railway. Elle est fermée en 1995 lors de la fermeture du service voyageurs de cette section de la ligne.

## Situation ferroviaire
Établie à 2 mètres d'altitude, la gare fermée de Santos est située au point kilométrique (PK) 0,0 de la ligne Santos-Jundiaí, avant la halte fermée d'Alemoa, en direction de Jundiaí

## Histoire
La gare de Santos est mise en service le 16 février 1867 par la compagnie du São Paulo Railway, lorsqu'elle ouvre sa ligne Santos-Jundiaí.
Son bâtiment es rénové et agrandi en 1895, avec notamment l'ajout d'un étage, de deux tourelles et d'éléments en fer.
Cet édifice est en service jusqu'au 30 novembre 1995, date de la fin du service voyageurs sur cette section de la ligne.

## Service des voyageurs
Gare fermée.

## Patrimoine ferroviaire
Après sa fermeture le bâtiment principal est à l'abandon jusqu'au début des années 2000. La municipalité de Santos obtient, en 2006, le transfert de propriété du bâtiment et des 40 000 m2 de l'emprise du bâtiment et de la cour. Classé par CONDEPHAAT en 2010, le site accueil des expositions, le musée du Tram et un poste de la garde municipale.